# Tangkeh
Tangkeh is een bestuurslaag in het regentschap Aceh Barat van de provincie Atjeh, Indonesië. Tangkeh telt 318 inwoners (volkstelling 2010).